# Attantane
Attantane este o comună rurală din departamentul Mayahi, regiunea Maradi, Niger, cu o populație de 47.732 de locuitori (2001).